# Basse-vallée du Chassezac
La Basse-vallée du Chassezac  est la section de la rivière Chassezac commençant avec les deuxièmes gorges sur la commune des Vans, jusqu'à sa confluence avec l'Ardèche. Cette section du Chassezac, longue de 15 kilomètres, traverse d'amont en aval les communes des Vans, Berrias-et-Casteljau, Chandolas, Beaulieu, Grospierres, Saint-Alban-Auriolles et Sampzon.
Elle est située entièrement dans le département de l'Ardèche. 

## Description
Les milieux alluviaux restent diversifiés. Ils sont entourés d'une ripisylve (galerie forestière bordant les cours d'eau) étroite mais occupée par de nombreux oiseaux.

## Tourisme
Cette section du Chassezac est très fréquentée l'été pour les activités de canoë kayak, les sites de baignade, de pêche à la ligne et les nombreuses promenades et découvertes du milieu naturel.
La principale plage accessible est la plage du pont de Casteljau.

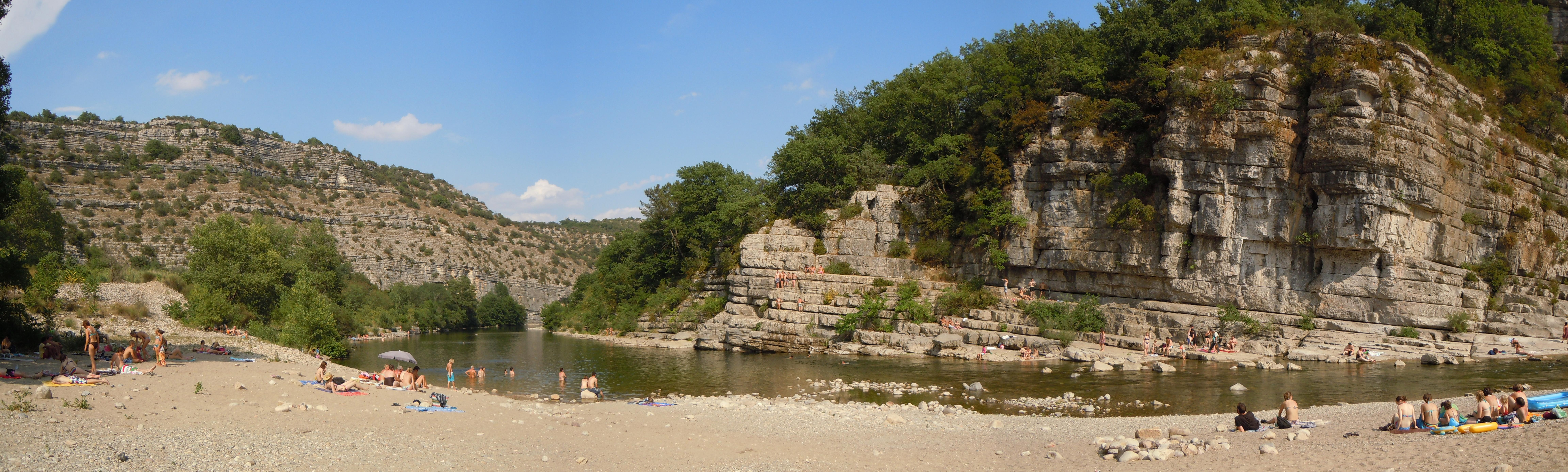
Entrée des gorges du Chassezac au niveau du village abandonné de Cornilhon.

## Village du Cornilhon

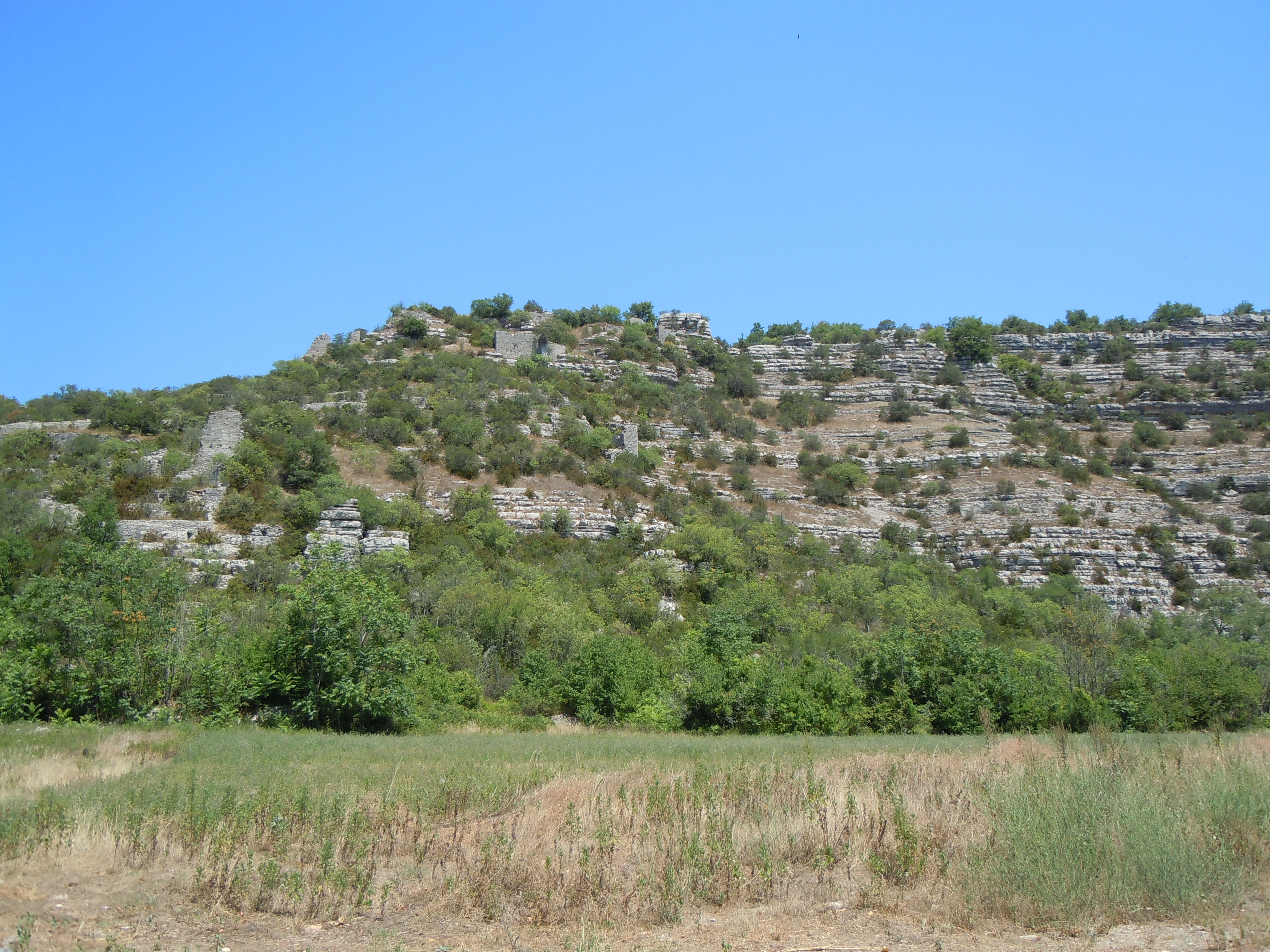
Village abandonné de Cornilhon.

Le village du Cornilhon ou du Cornillon est un village en ruine depuis le Moyen Âge. Le village, assiégé par les Sarrazins au VIIIe siècle, aurait été pris, selon la légende, par le stratagème du mouton à cinq pattes. Les villageois attirés par une rumeur[pas clair] d'une étrange créature ou terrorisés par cette malédiction auraient abandonné leur forteresse pendant que les Sarrazins en forçaient les murs.[réf. souhaitée] 

Le village est aussi réputé pour avoir abrité ensuite une sorcière appelée La Talabrène[réf. souhaitée].

## Cirque d'Endieu
Le cirque d'Endieu est situé au cœur des gorges du Chassezac, dominé par les falaises calcaires jurassique du bois de Païolive. Le site, autrefois cultivé et habité, n'est accessible à pied que par un sentier escarpé venant du Cornilhon ou du plateau des Gras en amont de Casteljau.

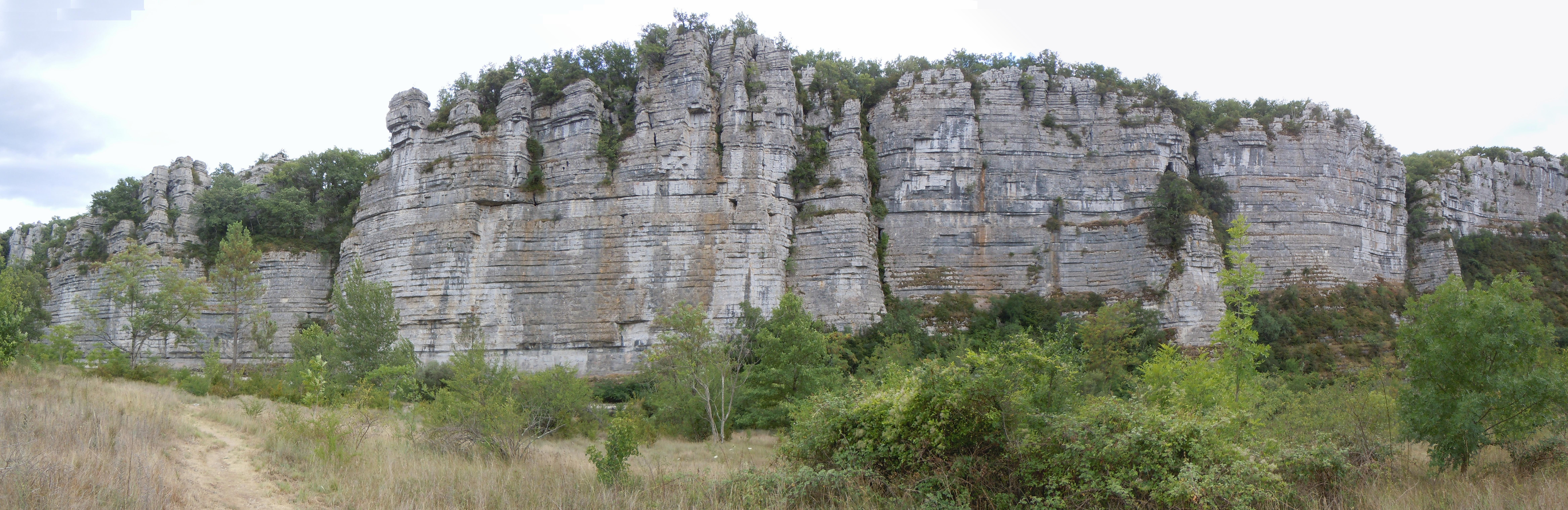
Cirque d'Endieu: anciennes cultures abandonnées au bord du Chassezac.

## Protections environnementales
La basse-vallée du Chassezac correspond à une zone naturelle d'intérêt écologique, faunistique et floristique (ZNIEFF) spécifique :
La ZNIEFF continentale de type 1 de la « Basse Vallée du Chassezac » s'étire en un mince ruban le long du lit de la rivière. Elle commence à l'est du hameau de Chassagne sur la commune des Vans, au début des gorges ardéchoises du Chassezac, et continue jusqu'à la confluence avec l'Ardèche. Elle couvre 17,5 km du cours du Chassezac avec 357,28 hectares répartis huit communes.
La ZNIEFF continentale de type 2 des « Plateaux calcaires des Gras et de Jastre » est complémentaire à celle de la « Basse Vallée du Chassezac » sur la longueur des gorges : sur chaque rive elle commence là où celle-ci finit, pour inclure les falaises des gorges des Vans ainsi que les plateaux au nord et au sud de ces gorges.
Ces mêmes gorges servent de limite sud pour la ZNIEFF continentale de type 1 du « Plateau des Gras ».
Elle est également incluse dans plusieurs zones de protection diverses.

### Autres ZNIEFF
La zone naturelle d'intérêt écologique, faunistique et floristique (ZNIEFF) continentale de type 1 de la « Vallée du Chassezac » commence 1,2 km en aval du barrage de Malarce et s'arrête au pont du Nassier en aval des Salelles. Elle couvre donc environ 7,8 km du cours du Chassezac, et concerne 593,12 hectares sur les quatre communes de Chambonas, Gravières, Malarce-sur-la-Thines et Salelles. Elle vise en priorité la loutre (Lutra lutra) - le barrage de Malarce, mis en eau en 1968, est muni d'une passe à loutre et à castor.
La ZNIEFF continentale de type 2 de l'« Ensemble fonctionnel formé par l’Ardèche et ses affluents (Ligne, Baume, Drobie, Chassezac…) », soit 22 630,21 ha, concerne 61 communes et vise la rivière Ardèche, ses milieux annexes et ses principaux affluents dont la Ligne, la Baume, la Drobie et le Chassezac.
Noter que la ZNIEFF continentale de type 2 des « Gorges du Chassezac, de la Borne et de l'Altier », qui couvre 5 808,5 hectares sur sept communes, ne concerne pas les gorges du Chassezac en aval des Vans ; elle concerne les premières gorges rencontrées par le cours du Chassezac, qui sont situées immédiatement en amont de Sainte-Marguerite-Lafigère et forment la limite de communes entre Prévenchères et Pied-de-Borne, en Lozère.

### Site d'intérêt communautaire

#### Zone spéciale de conservation (directive Habitat)
La zone spéciale de conservation (ZSC) du « Bois de Païolive et Basse Vallée du Chassezac », un  site d'intérêt communautaire (SIC) selon la directive Habitat de 6 217 hectares, s'étend sur douze communes d'Ardèche. Elle abrite 25 espèces animales inscrites sur l'annexe II de la directive Habitat.

### Espaces protégés et gérés
Les gorges du Chassezac incluses dans la basse vallée du Chassezac font partie de l'« aire d'adhésion du Parc national des Cévennes »,.
Le même linéaire du cours d'eau fait partie de la « zone de transition de la Réserve de biosphère des Cévennes », qui ici correspond exactement à l'aire d'adhésion du Parc national des Cévennes.
Cette partie du Chassezac est limitrophe du Parc naturel régional des « Monts d'Ardèche », qui s'arrête à l'entrée du bourg des Vans et de celui des Assions sur la même commune.

## Faune

### Mammifères
Le site est caractérisé par la présence du castor, du putois et de la loutre. En outre de nombreuses espèces protégées de chauve-souris sont présentes.
- Sérotine commune (Eptesicus serotinus)
- Grand murin (Myotis myotis)
- Grand rhinolophe (Rhinolophus ferrumequinum)
- Petit rhinolophe (Rhinolophus hipposideros)
- Rhinolophe euryale (Rhinolophus euryale)
- Vespertilion de Daubenton (Myotis daubentoni)
- Vespertilion de Natterer (Myotis nattereri)

### Oiseaux
Le site est remarquable pour son avifaune. Plus de 110 espèces ont été observées, dont près de 70 nichent régulièrement. On peut citer : le martin-pêcheur, le grand-duc, le pic épeichette, le faucon hobereau, le milan noir, le merle bleu, le balbuzard pêcheur, le héron bihoreau, le guêpier,  la huppe, la bouscarle de Cetti, la pie-grièche à tête rousse, le petit gravelot, la bécassine des marais.

### Reptiles
Le Cistude d'Europe (Emys orbicularis).

### Poissons
Toxostome (Chondrostoma toxostoma),
Apron (Zingel asper).

## Flore
Espèces protégées présentes :
Centranthe de Lecoq (Centranthus lecoqii),
Corbeille d'argent à gros fruits (Hormathophylla macrocarpa).